# Östra Kärrstorps församling
Östra Kärrstorps församling var en församling i Lunds stift och i Sjöbo kommun. Församlingen uppgick 2010 i Vollsjö församling.

## Administrativ historik
Församlingen har medeltida ursprung. Före den 1 januari 1886 (ändring enligt beslut den 17 april 1885) var namnet Kärrstorps församling.
Församlingen utgjorde till 1 maj 1929 ett eget pastorat för att därefter till 1962 vara moderförsamling i pastoratet Östra Kärrstorp och Brandstad. Från 1962 till 1974 var den annexförsamling i pastoratet Västerstad, Östraby, Öved och Östra Kärrstorp, från 1974 till 2002 annexförsamling i pastoratet Fränninge, Vollsjö, Brandstad, Öved och Östra Kärrstorp. Församlingen införlivade 2002 Brandstads och Öveds församlingar och var därefter till 2010 i pastorat med Fränninge-Vollsjö församling. Församlingen uppgick 2010 i Vollsjö församling.

## Kyrkor
- Brandstads kyrka
- Östra Kärrstorps kyrka
- Öveds kyrka